# DDR-Oberliga 1989-1990
La DDR-Oberliga 1989-1990 è stata la 43ª edizione della massima serie del campionato tedesco orientale di calcio, disputato tra il 12 agosto 1989 e il 26 maggio 1990 e concluso con la vittoria del Dinamo Dresda, al suo ottavo titolo. 
Capocannoniere del torneo è stato Torsten Gütschow (Dinamo Dresda) con 18 reti.

## Stagione

### Aggiornamenti
In seguito agli eventi politici verificatisi nel corso della stagione, molte squadre iscritte al campionato vennero privatizzate cambiando ragione sociale: il caso più evidente fu quello della BFC Dynamo, che in seguito allo scioglimento della Stasi perse il proprio patrocinio, cambiando denominazione in FC Berlino a partire dal 19 febbraio 1990. Il Karl-Marx-Stadt disputò inoltre l'ultima giornata del torneo con il nome di Chemnitz, anche in seguito al ripristino della vecchia denominazione della città di appartenenza.

### Avvenimenti
Dopo l'iniziale dominio del Lokomotive Lipsia, ad assumere il comando della classifica furono la Dinamo Dresda e il Magdeburgo che, dalla quinta giornata, diedero avvio ad un'alternanza al vertice, fino a concludere il girone di andata a pari merito. All'inizio del girone di andata la Dinamo Dresda si portò a +2 dagli avversari, ma un calo dei rendimento verificatosi fra marzo e aprile lasciò via libera al Magdeburgo, che arrivò ad accumulare un vantaggio di due punti sulla Dinamo Dresda, grazie anche al pareggio nello scontro diretto del 5 maggio. In seguito a una pesante sconfitta nella giornata successiva contro l'Energie Cottbus, il Magdeburgo si fece nuovamente raggiungere dalla Dinamo Dresda e dal Karl-Marx-Stadt, in rimonta dopo un avvio sottotono. 
In seguito ai risultati della penultima giornata, a 90 minuti dalla conclusione del campionato la classifica contava tre squadre al vertice con la Dinamo Dresda avvantaggiata dalla differenza reti e lo scontro diretto fra Madgeburgo e Karl-Marx-Stadt ancora da giocare. Segnando all'inizio del secondo tempo, il Karl-Marx-Stadt mise il Magdeburgo fuori dai giochi e rimase in vetta alla classifica fino a dieci minuti dalla conclusione del torneo, quando la Dinamo Dresda segnò due reti che le permetteranno di battere il Lokomotive Lipsia e di assicurarsi l'ottavo titolo grazie alla miglior differenza reti. Alle due squadre sconfitte rimase la qualificazione in Coppa UEFA, già ottenuta alla penultima giornata ai danni del FC Berlino, che per la prima volta dopo dieci anni mancò l'accesso alle competizioni europee.
L'ultima giornata propose anche lo scontro diretto in chiave salvezza fra Fortschritt Bischofswerda ed Eisenhüttenstädter Stahl: una doppietta di Karsten Schulz permise a questi ultimi di escludere gli avversari dalla lotta per non retrocedere e di rendere inutile la vittoria dei diretti avversari del Wismut Aue, svantaggiati da una peggior differenza reti nei confronti degli avversari.

## Squadre partecipanti
| Club                      | Stagione | Città                   | Stadio                        | Stagione precedente         |
| ------------------------- | -------- | ----------------------- | ----------------------------- | --------------------------- |
| Carl Zeiss Jena           | dettagli | Jena                    | Ernst-Abbe-Sportfeld          | 8º in DDR-Oberliga          |
| Dinamo Dresda             | dettagli | Dresda                  | Rudolf-Harbig-Stadion         | Campione della Germania Est |
| Eisenhüttenstädter Stahl  | dettagli | Eisenhüttenstadt        | Sportanlage Waldstraße        | 1º in DDR-Liga (Gir. A)     |
| Energie Cottbus           | dettagli | Cottbus                 | Stadion der Freundschaft      | 10º in DDR-Oberliga         |
| Fortschritt Bischofswerda | dettagli | Bischofswerda           | Stadion der Jugend            | 2º in DDR-Liga (Gir. A)     |
| FC Berlino                | dettagli | Berlino Est             | Friedrich-Ludwig-Jahn-Stadion | 2º in DDR-Oberliga          |
| Hallescher                | dettagli | Halle                   | Kurt-Wabbel Stadion           | 9º in DDR-Oberliga          |
| Hansa Rostock             | dettagli | Rostock                 | Ostseestadion                 | 4º in DDR-Oberliga          |
| Karl-Marx-Stadt           | dettagli | Karl-Marx Stadt         | Stadion an der Gellertstraße  | 3º in DDR-Oberliga          |
| Lokomotive Lipsia         | dettagli | Lipsia                  | Zentralstadion                | 5º in DDR-Oberliga          |
| Magdeburgo                | dettagli | Magdeburgo              | Ernst-Grube-Stadion           | 6º in DDR-Oberliga          |
| Rot-Weiß Erfurt           | dettagli | Erfurt                  | Steigerwaldstadion            | 12º in DDR-Oberliga         |
| Stahl Brandeburgo         | dettagli | Brandeburgo sulla Havel | Stadion der Stahlwerker       | 11º in DDR-Oberliga         |
| Wismut Aue                | dettagli | Aue                     | Erzgebirgsstadion             | 7º in DDR-Oberliga          |

## Allenatori e primatisti
| Club                      | Allenatore                                          | Calciatore più presente                            | Cannoniere                          |
| ------------------------- | --------------------------------------------------- | -------------------------------------------------- | ----------------------------------- |
| Carl Zeiss Jena           | Bernd Stange                                        | Perry Bräutigam, Heiko Peschke, Jürgen Raab (26)   | Carsten Klee (6)                    |
| Dinamo Dresda             | Eduard Geyer (1ª-19ª) Reinhard Häfner (20ª-26ª)     | Torsten Gütschow, Ulf Kirsten, Frank Lieberam (25) | Torsten Gütschow (18)               |
| Eisenhüttenstädter Stahl  | Günther Reinke                                      | Uwe Szangolies (26)                                | Karsten Schulz (7)                  |
| Energie Cottbus           | Fritz Bohla                                         | Olaf Besser, Detlef Irrgang (26)                   | Petrik Sander (10)                  |
| Fortschritt Bischofswerda | Harald Fischer                                      | Andreas Gräulich (25)                              | Heiko Löpelt (6)                    |
| FC Berlino                | Helmut Jäschke (1ª-13ª) Frank Rohde (14ª-26ª)       | Heiko Bonan, Thomas Doll (26)                      | Thomas Doll (8)                     |
| Hallescher                | Karl Trautmann                                      | 4 giocatori (26)                                   | Lutz Schülbe (9)                    |
| Hansa Rostock             | Werner Voigt                                        | Henri Fuchs, Jens Kunath (26)                      | Rainer Jarohs (8)                   |
| Karl-Marx-Stadt           | Hans Meyer                                          | Jens Schmidt (26)                                  | Steffen Heidrich (12)               |
| Lokomotive Lipsia         | Hans-Ulrich Thomale (1ª-14ª) Gunter Böhme (15ª-26ª) | René Müller (26)                                   | Olaf Marschall (7)                  |
| Magdeburgo                | Joachim Streich                                     | Dirk Heyne (26)                                    | Uwe Rösler, Markus Wuckel (11)      |
| Rot-Weiß Erfurt           | Lothar Kurbjuweit                                   | Rainer Hoffmeister (26)                            | Uwe Weidemann (5)                   |
| Stahl Brandeburgo         | Gerd Struppert (1ª-15ª) Eckhard Düwiger (16ª-26ª)   | Detlef Zimmer (26)                                 | Frank Jeske (8)                     |
| Wismut Aue                | Ulrich Schulze (1ª-12ª) Jürgen Escher (13ª-26ª)     | Harald Mothes, Ralph Vogel, Jörg Weißflog (26)     | Harald Mothes, Stefan Persigehl (5) |

## Classifica finale
|  | Pos. | Squadra                   | Pt | G  | V  | N  | P  | GF | GS | DR  |
|  | ---- | ------------------------- | -- | -- | -- | -- | -- | -- | -- | --- |
|  | 1.   | Dinamo Dresda             | 36 | 26 | 12 | 12 | 2  | 47 | 26 | +21 |
|  | 2.   | Karl-Marx-Stadt           | 36 | 26 | 13 | 10 | 3  | 35 | 20 | +15 |
|  | 3.   | Magdeburgo                | 34 | 26 | 13 | 8  | 5  | 39 | 22 | +17 |
|  | 4.   | FC Berlino                | 30 | 26 | 9  | 12 | 5  | 38 | 35 | +3  |
|  | 5.   | Carl Zeiss Jena           | 30 | 26 | 11 | 8  | 7  | 29 | 27 | +2  |
|  | 6.   | Hansa Rostock             | 27 | 26 | 9  | 9  | 8  | 38 | 33 | +5  |
|  | 7.   | Energie Cottbus           | 27 | 26 | 10 | 7  | 9  | 36 | 37 | +1  |
|  | 8.   | Lokomotive Lipsia         | 25 | 26 | 9  | 7  | 10 | 34 | 33 | +1  |
|  | 9.   | Hallescher                | 24 | 26 | 8  | 8  | 10 | 38 | 38 | 0   |
|  | 10.  | Stahl Brandeburgo         | 24 | 26 | 6  | 12 | 8  | 35 | 37 | -2  |
|  | 11.  | Rot-Weiß Erfurt           | 19 | 26 | 5  | 9  | 12 | 29 | 40 | -11 |
|  | 12.  | Eisenhüttenstädter Stahl  | 18 | 26 | 2  | 14 | 10 | 22 | 31 | -9  |
|  | 13.  | Wismut Aue                | 18 | 26 | 5  | 8  | 13 | 25 | 36 | -11 |
|  | 14.  | Fortschritt Bischofswerda | 16 | 26 | 7  | 2  | 17 | 22 | 52 | -30 |

Legenda:
      Campione della Germania Est e qualificata in Coppa dei Campioni 1990-1991.
     Qualificate in Coppa UEFA 1990-1991
     Retrocesse in NOFV-Liga 1990-1991
Regolamento:
Due punti a vittoria, uno a pareggio, zero a sconfitta.

## Risultati

### Calendario
| Andata (1ª) | Andata (1ª) | Prima giornata                              | Ritorno (14ª) | Ritorno (14ª) |
|             |             |                                             |               |               |
| 12 ago.     | 3-1         | Lokomotive Lipsia-Fortschritt Bischofswerda | 0-2           | 23 feb.       |
| 12 ago.     | 2-2         | Dinamo Berlino-Rot Weiß Erfurt              | 3-1           | 23 feb.       |
| 12 ago.     | 0-0         | Energie Cottbus-Karl-Marx-Stadt             | 1-3           | 23 feb.       |
| 12 ago.     | 0-0         | Ehüttenstadter Stahl-Wismut Aue             | 1-2           | 24 mar.       |
| 12 ago.     | 0-2         | Carl Zeiss Jena-Magdeburgo                  | 2-0           | 24 mar.       |
| 12 ago.     | 1-0         | Hansa Rostock-Stahl Brandeburgo             | 1-1           | 23 feb.       |
| 12 ago.     | 2-0         | Dinamo Dresda-Hallescher                    | 2-2           | 23 feb.       |

| Andata (3ª) | Andata (3ª) | Terza giornata                         | Ritorno (16ª) | Ritorno (16ª) |
|             |             |                                        |               |               |
| 1º set.     | 2-1         | Lokomotive Lipsia-Rot-Weiß Erfurt      | 0-2           | 9 mar.        |
| 1º set.     | 2-1         | Dinamo Berlino-Magdeburgo              | 1-3           | 10 mar.       |
| 1º set.     | 1-0         | Fortschritt Bischofswerda-Wismut Aue   | 3-1           | 10 mar.       |
| 1º set.     | 0-0         | Ehüttenstadter Stahl-Stahl Brandeburgo | 0-0           | 10 mar.       |
| 1º set.     | 2-0         | Carl Zeiss Jena-Hallescher             | 1-1           | 9 mar.        |
| 1º set.     | 3-0         | Hansa Rostock-Energie Cottbus          | 1-3           | 10 mar.       |
| 1º set.     | 1-1         | Karl-Marx-Stadt-Dinamo Dresda          | 0-2           | 10 mar.       |

| Andata (5ª) | Andata (5ª) | Quinta giornata                             | Ritorno (18ª) | Ritorno (18ª) |
|             |             |                                             |               |               |
| 16 set.     | 1-2         | Lokomotive Lipsia-Magdeburgo                | 2-2           | 23 mar.       |
| 16 set.     | 3-1         | Dinamo Berlino-Hallescher                   | 2-1           | 24 mar.       |
| 16 set.     | 1-1         | Fortschritt Bischofswerda-Stahl Brandeburgo | 2-0           | 24 mar.       |
| 16 set.     | 1-1         | Eüttenstadter Stahl-Energie Cottbus         | 1-3           | 24 mar.       |
| 16 set.     | 3-0         | Wismut Aue-Rot-Weiß Erfurt                  | 1-1           | 24 mar.       |
| 16 set.     | 1-1         | Carl Zeiss Jena-Dinamo Dresda               | 4-0           | 23 mar.       |
| 16 set.     | 2-2         | Hansa Rostock-Karl-Marx-Stadt               | 0-1           | 23 mar.       |

| Andata (7ª) | Andata (7ª) | Settima giornata                          | Ritorno (20ª) | Ritorno (20ª) |
|             |             |                                           |               |               |
| 13 ott.     | 2-0         | Dinamo Berlino-Carl Zeiss Jena            | 1-1           | 7 apr.        |
| 13 ott.     | 0-0         | Wismut Aue-Magdeburgo                     | 0-1           | 7 apr.        |
| 13 ott.     | 0-0         | Hansa Rostock-Dinamo Dresda               | 1-1           | 7 apr.        |
| 14 ott.     | 1-0         | Lokomotive Lipsia-Hallescher              | 0-1           | 7 apr.        |
| 14 ott.     | 1-4         | Fortschritt Bischofswerda-Energie Cottbus | 0-3           | 7 apr.        |
| 14 ott.     | 0-0         | Ehüttenstadter Stahl-Karl-Marx-Stadt      | 0-1           | 7 apr.        |
| 14 ott.     | 0-0         | Stahl Brandeburgo-Rot-Weiß Erfurt         | 1-1           | 7 apr.        |

| Andata (9ª) | Andata (9ª) | Nona giornata                             | Ritorno (22ª) | Ritorno (22ª) |  |
|             |             |                                           |               |               |  |
| 28 ott.     | 1-0         | Lokomotive Lipsia-Carl Zeiss Jena         | 0-0           | 28 apr.       |  |
| 28 ott.     | 1-1         | Dinamo Berlino-Dinamo Dresda              | 1-6           | 28 apr.       |  |
| 28 ott.     | 1-2         | Fortschritt Bischofswerda-Karl-Marx-Stadt | 1-2           | 28 apr.       |  |
| 28 ott.     | 0-1         | Stahl Brandeburgo-Magdeburgo              | 1-1           | 28 apr.       |  |
| 28 ott.     | 1-1         | Ehüttenstadter Stahl-Hansa Rostock        | 0-1           | 28 apr.       |  |
| 28 ott.     | 1-1         | Wismut Aue-Hallescher                     | 1-3           | 28 apr.       |  |
| 28 ott.     | 2-2         | Rot-Weiß Erfurt-Energie Cottbus           | 2-4           | 28 apr.       |  |

| Andata (11ª) | Andata (11ª) | Undicesima giornata                     | Ritorno (24ª) | Ritorno (24ª) |
|              |              |                                         |               |               |
| 18 nov.      | 1-2          | Lokomotive Lipsia-Dinamo Berlino        | 3-1           | 8 mag.        |
| 18 nov.      | 4-1          | Magdeburgo-Energie Cottbus              | 0-2           | 8 mag.        |
| 18 nov.      | 1-3          | Fortschritt Bischofswerda-Hansa Rostock | 2-1           | 8 mag.        |
| 18 nov.      | 1-1          | Stahl Brandeburgo-Hallescher            | 3-1           | 8 mag.        |
| 18 nov.      | 2-2          | Ehüttenstadter Stahl-Dinamo Dresda      | 1-2           | 8 mag.        |
| 18 nov.      | 0-0          | Wismut Aue-Carl Zeiss Jena              | 0-1           | 8 mag.        |
| 18 nov.      | 1-0          | Rot-Weiß Erfurt-Karl-Marx-Stadt         | 0-2           | 8 mag.        |

| Andata (13ª) | Andata (13ª) | Tredicesima giornata                           | Ritorno (26ª) | Ritorno (26ª) |
|              |              |                                                |               |               |
| 1º dic.      | 1-1          | Magdeburgo-Karl-Marx-Stadt                     | 0-1           | 26 mag.       |
| 1º dic.      | 0-0          | Wismut Aue-Dinamo Berlino                      | 4-1           | 26 mag.       |
| 2 dic.       | 1-1          | Energie Cottbus-Hallescher                     | 0-3           | 26 mag.       |
| 2 dic.       | 2-0          | Fortschritt Bischofswerda-Ehüttenstadter Stahl | 0-2           | 26 mag.       |
| 2 dic.       | 4-0          | Stahl Brandeburgo-Carl Zeiss Jena              | 2-2           | 26 mag.       |
| 2 dic.       | 0-1          | Rot-Weiß Erfurt-Hansa Rostock                  | 1-4           | 26 mag.       |
| 5 dic.       | 1-1          | Lokomotive Lipsia-Dinamo Dresda                | 1-3           | 26 mag.       |

| Andata (2ª) | Andata (2ª) | Seconda giornata                        | Ritorno (15ª) | Ritorno (15ª) |
|             |             |                                         |               |               |
| 19 ago.     | 4-0         | Hallescher-Karl-Marx-Stadt              | 0-4           | 3 mar.        |
| 19 ago.     | 2-1         | Magdeburgo-Hansa Rostock                | 0-0           | 3 mar.        |
| 19 ago.     | 1-0         | Energie Cottbus-Carl Zeiss Jena         | 0-1           | 3 mar.        |
| 19 ago.     | 0-1         | Fortschritt Bischofswerda-Dinamo Dresda | 0-3           | 3 mar.        |
| 19 ago.     | 1-1         | Stahl Brandeburgo-Dinamo Berlino        | 1-5           | 3 mar.        |
| 19 ago.     | 0-1         | Wismut Aue-Lokomotive Lipsia            | 1-2           | 3 mar.        |
| 19 ago.     | 0-0         | Rot-Weiß Erfurt-Ehüttenstadter Stahl    | 2-2           | 3 mar.        |

| Andata (4ª) | Andata (4ª) | Quarta giornata                           | Ritorno (17ª) | Ritorno (17ª) |
|             |             |                                           |               |               |
| 9 set.      | 2-1         | Magdeburgo-Ehüttenstadter Stahl           | 0-0           | 17 mar.       |
| 9 set.      | 2-2         | Energie Cottbus-Dinamo Berlino            | 1-1           | 17 mar.       |
| 9 set.      | 1-1         | Stahl Brandeburgo-Lokomotive Lipsia       | 1-0           | 17 mar.       |
| 9 set.      | 3-0         | Karl-Marx-Stadt-Carl Zeiss Jena           | 1-1           | 17 mar.       |
| 9 set.      | 3-0         | Rot-Weiß Erfurt-Fortschritt Bischofswerda | 1-2           | 17 mar.       |
| 9 set.      | 1-1         | Hallescher-Hansa Rostock                  | 1-2           | 17 mar.       |
| 9 set.      | 3-0         | Dinamo Dresda-Wismut Aue                  | 1-1           | 17 mar.       |

| Andata (6ª) | Andata (6ª) | Sesta giornata                       | Ritorno (19ª) | Ritorno (19ª) |
|             |             |                                      |               |               |
| 22 set.     | 2-1         | Carl Zeiss Jena-Hansa Rostock        | 1-0           | 3 apr.        |
| 22 set.     | 0-0         | Karl-Marx-Stadt-Dinamo Berlino       | 0-0           | 3 apr.        |
| 22 set.     | 3-1         | Dinamo Dresda-Rot-Weiß Erfurt        | 0-2           | 3 apr.        |
| 23 set.     | 4-0         | Magdeburgo-Fortschritt Bischofswerda | 1-0           | 3 apr.        |
| 23 set.     | 1-0         | Energie Cottbus-Lokomotive Lipsia    | 0-2           | 3 apr.        |
| 23 set.     | 4-2         | Stahl Brandeburgo-Wismut Aue         | 3-0           | 3 apr.        |
| 23 set.     | 2-2         | Hallescher-Ehüttenstadter Stahl      | 1-0           | 3 apr.        |

| Andata (8ª) | Andata (8ª) | Ottava giornata                      | Ritorno (21ª) | Ritorno (21ª) |
|             |             |                                      |               |               |
| 20 ott.     | 1-0         | Magdeburgo-Rot-Weiß Erfurt           | 1-1           | 21 apr.       |
| 20 ott.     | 4-0         | Hallescher-Fortschritt Bischofswerda | 4-0           | 21 apr.       |
| 21 ott.     | 2-1         | Energie Cottbus-Wismut Aue           | 1-2           | 21 apr.       |
| 21 ott.     | 1-1         | Carl Zeiss Jena-Ehüttenstadter Stahl | 2-1           | 21 apr.       |
| 21 ott.     | 3-1         | Hansa Rostock-Dinamo Berlino         | 0-3           | 21 apr.       |
| 21 ott.     | 3-2         | Dinamo Dresda-Stahl Brandeburgo      | 2-2           | 21 apr.       |
| 22 ott.     | 2-1         | Karl-Marx-Stadt-Lokomotive Lipsia    | 2-1           | 21 apr.       |

| Andata (10ª) | Andata (10ª) | Decima giornata                           | Ritorno (23ª) | Ritorno (23ª) |
|              |              |                                           |               |               |
| 4 nov.       | 3-1          | Energie Cottbus-Stahl Brandeburgo         | 0-2           | 4 mag.        |
| 8 nov.       | 0-0          | Dinamo Berlino-Ehüttenstadter Stahl       | 1-1           | 4 mag.        |
| 8 nov.       | 1-0          | Carl Zeiss Jena-Fortschritt Bischofswerda | 4-1           | 4 mag.        |
| 8 nov.       | 3-3          | Hansa Rostock-Lokomotive Lipsia           | 2-2           | 4 mag.        |
| 8 nov.       | 1-0          | Karl-Marx-Stadt-Wismut Aue                | 1-1           | 4 mag.        |
| 8 nov.       | 3-0          | Hallescher-Rot-Weiß Erfurt                | 1-1           | 4 mag.        |
| 8 nov.       | 3-1          | Dinamo Dresda-Magdeburgo                  | 1-1           | 4 mag.        |

| Andata (12ª) | Andata (12ª) | Dodicesima giornata                      | Ritorno (25ª) | Ritorno (25ª) |
|              |              |                                          |               |               |
| 24 nov.      | 2-0          | Carl Zeiss Jena-Rot-Weiß Erfurt          | 1-4           | 18 mag.       |
| 24 nov.      | 2-1          | Hansa Rostock-Wismut Aue                 | 2-3           | 18 mag.       |
| 25 nov.      | 1-0          | Dinamo Berlino-Fortschritt Bischofswerda | 1-1           | 18 mag.       |
| 25 nov.      | 2-2          | Ehüttenstadter Stahl-Lokomotive Lipsia   | 0-2           | 18 mag.       |
| 25 nov.      | 3-0          | Karl-Marx-Stadt-Stahl Brandeburgo        | 2-2           | 18 mag.       |
| 25 nov.      | 0-5          | Hallescher-Magdeburgo                    | 1-3           | 18 mag.       |
| 25 nov.      | 3-0          | Dinamo Dresda-Energie Cottbus            | 0-0           | 18 mag.       |

## Statistiche

### Squadre

#### Classifica in divenire
| [ 17 ] [ 18 ]             |    |    |    |    |    |    |    |    |    |     |     |     |     |     |     |     |     |     |     |     |     |     |     |     |     |     |
| [ 17 ] [ 18 ]             | 1ª | 2ª | 3ª | 4ª | 5ª | 6ª | 7ª | 8ª | 9ª | 10ª | 11ª | 12ª | 13ª | 14ª | 15ª | 16ª | 17ª | 18ª | 19ª | 20ª | 21ª | 22ª | 23ª | 24ª | 25ª | 26ª |
| ------------------------- | -- | -- | -- | -- | -- | -- | -- | -- | -- | --- | --- | --- | --- | --- | --- | --- | --- | --- | --- | --- | --- | --- | --- | --- | --- | --- |
| Carl Zeiss Jena           | 0  | 0  | 2  | 2  | 3  | 5  | 5  | 6  | 6  | 8   | 9   | 11  | 11  | 13  | 15  | 16  | 17  | 18  | 20  | 21  | 23  | 25  | 27  | 29  | 30  | 32  |
| Dinamo Dresda             | 2  | 4  | 5  | 7  | 8  | 10 | 11 | 13 | 14 | 16  | 17  | 19  | 20  | 21  | 23  | 25  | 26  | 26  | 27  | 27  | 28  | 30  | 31  | 33  | 34  | 36  |
| E'hüttenstädter Stahl     | 1  | 2  | 4  | 4  | 5  | 6  | 8  | 9  | 10 | 11  | 12  | 13  | 13  | 13  | 14  | 15  | 16  | 16  | 16  | 16  | 16  | 16  | 17  | 17  | 17  | 18  |
| Energie Cottbus           | 1  | 3  | 3  | 4  | 5  | 7  | 9  | 11 | 12 | 14  | 14  | 14  | 15  | 15  | 15  | 17  | 18  | 20  | 20  | 22  | 22  | 24  | 24  | 26  | 27  | 27  |
| Fortschritt Bischofswerda | 0  | 0  | 2  | 2  | 3  | 3  | 3  | 3  | 3  | 3   | 3   | 3   | 5   | 7   | 7   | 9   | 11  | 13  | 13  | 13  | 13  | 13  | 13  | 15  | 16  | 16  |
| FC Berlin                 | 1  | 2  | 4  | 5  | 7  | 8  | 10 | 10 | 11 | 12  | 14  | 16  | 17  | 19  | 21  | 21  | 22  | 24  | 25  | 26  | 28  | 28  | 29  | 29  | 30  | 30  |
| Hallescher                | 0  | 2  | 2  | 3  | 3  | 4  | 4  | 6  | 7  | 9   | 10  | 10  | 11  | 12  | 12  | 13  | 13  | 13  | 15  | 17  | 19  | 21  | 22  | 22  | 22  | 24  |
| Hansa Rostock             | 2  | 2  | 4  | 5  | 6  | 6  | 7  | 9  | 10 | 11  | 13  | 15  | 17  | 18  | 19  | 19  | 21  | 21  | 21  | 22  | 22  | 24  | 25  | 25  | 25  | 27  |
| Karl-Marx-Stadt           | 1  | 1  | 2  | 4  | 5  | 6  | 7  | 9  | 11 | 13  | 13  | 15  | 16  | 18  | 20  | 20  | 21  | 22  | 24  | 26  | 28  | 30  | 31  | 33  | 34  | 36  |
| Lokomotive Lipsia         | 2  | 4  | 6  | 7  | 7  | 7  | 9  | 9  | 11 | 12  | 12  | 13  | 14  | 14  | 16  | 16  | 16  | 17  | 19  | 19  | 19  | 21  | 22  | 23  | 25  | 25  |
| Magdeburgo                | 2  | 4  | 4  | 6  | 8  | 10 | 11 | 13 | 15 | 15  | 17  | 19  | 20  | 20  | 21  | 23  | 24  | 25  | 26  | 27  | 28  | 29  | 30  | 32  | 34  | 34  |
| Rot-Weiß Erfurt           | 1  | 2  | 2  | 4  | 4  | 4  | 5  | 5  | 6  | 6   | 7   | 7   | 7   | 7   | 8   | 10  | 10  | 11  | 13  | 14  | 15  | 15  | 16  | 17  | 19  | 19  |
| Stahl Brandeburgo         | 0  | 1  | 1  | 2  | 3  | 5  | 6  | 6  | 6  | 6   | 7   | 7   | 9   | 10  | 10  | 11  | 13  | 15  | 15  | 17  | 18  | 19  | 21  | 23  | 23  | 24  |
| Wismut Aue                | 1  | 1  | 1  | 1  | 2  | 2  | 3  | 3  | 4  | 6   | 7   | 7   | 8   | 10  | 10  | 10  | 11  | 12  | 12  | 12  | 14  | 14  | 14  | 16  | 16  | 18  |

#### Classifiche di rendimento
| Andata                    | Andata | Ritorno                   | Ritorno |
|                           |        |                           |         |
| Magdeburgo                | 20     | Karl-Marx-Stadt           | 20      |
| Dinamo Dresda             | 20     | Carl Zeiss Jena           | 19      |
| Hansa Rostock             | 17     | Dinamo Dresda             | 16      |
| FC Berlino                | 17     | Stahl Brandeburgo         | 15      |
| Karl-Marx-Stadt           | 16     | Magdeburgo                | 14      |
| Energie Cottbus           | 16     | Hallescher                | 13      |
| Lokomotive Lipsia         | 14     | FC Berlino                | 13      |
| Ehüttenstädter Stahl      | 12     | Energie Cottbus           | 12      |
| Hallescher                | 11     | Lokomotive Lipsia         | 11      |
| Carl Zeiss Jena           | 11     | Rot-Weiß Erfurt           | 11      |
| Stahl Brandeburgo         | 9      | Wismut Aue                | 11      |
| FC Rot-Weiß Erfurt        | 8      | Fortschritt Bischofswerda | 11      |
| Wismut Aue                | 7      | Hansa Rostock             | 10      |
| Fortschritt Bischofswerda | 5      | Ehüttenstädter Stahl      | 6       |

| Casa                      | Casa | Trasferta                 | Trasferta |
|                           |      |                           |           |
| Karl-Marx-Stadt           | 24   | Magdeburgo                | 14        |
| Dinamo Dresda             | 23   | Dinamo Dresda             | 13        |
| Energie Cottbus           | 22   | FC Berlino                | 13        |
| Magdeburgo                | 20   | Carl Zeiss Jena           | 12        |
| Hansa Rostock             | 18   | Karl-Marx-Stadt           | 12        |
| Carl Zeiss Jena           | 18   | Stahl Brandeburgo         | 10        |
| FC Berlino                | 17   | Hansa Rostock             | 9         |
| Hallescher                | 16   | Lokomotive Lipsia         | 9         |
| Rot-Weiß Erfurt           | 16   | Hallescher                | 8         |
| Lokomotive Lipsia         | 16   | Fortschritt Bischofswerda | 6         |
| Stahl Brandeburgo         | 14   | Ehüttenstädter Stahl      | 5         |
| Wismut Aue                | 14   | Energie Cottbus           | 5         |
| Ehüttenstädter Stahl      | 13   | Wismut Aue                | 4         |
| Fortschritt Bischofswerda | 10   | Rot-Weiß Erfurt           | 3         |

#### Primati stagionali
Squadre
- Maggior numero di vittorie: Karl-Marx-Stadt e Magdeburgo (13)
- Minor numero di sconfitte: Dinamo Dresda (2)
- Miglior attacco: Dinamo Dresda (47)
- Miglior difesa: Dinamo Dresda (20)
- Miglior differenza reti: Dinamo Dresda (+21)
- Maggior numero di pareggi: Ehüttenstädter Stahl (14)
- Minor numero di vittorie: Ehüttenstadter Stahl (2)
- Maggior numero di sconfitte: Fortschritt Bischofswerda (17)
- Peggiore attacco:  Ehüttenstadter Stahl e Fortschritt Bischofswerda (21)
- Peggior difesa: Fortschritt Bischofswerda (52)
- Peggior differenza reti:  Fortschritt Bischofswerda (-30)

Partite
- Più gol (7):
- Partita con più reti: Dinamo Dresda-FC Berlino 6-1, 28 aprile 1990[16]

### Individuali

#### Classifica marcatori
Nel corso del campionato sono state segnate 467 reti da 144 giocatori diversi, per una media di 2,56 a gara e 33,35 a squadra. Di seguito, la classifica dei marcatori:
| Gol | Rigori |  | Giocatore        | Squadra           |
| --- | ------ |  | ---------------- | ----------------- |
| 18  |        |  | Torsten Gütschow | Dinamo Dresda     |
| 12  |        |  | Steffen Heidrich | Karl-Marx-Stadt   |
| 11  |        |  | Uwe Rösler       | Magdeburgo        |
| 11  |        |  | Markus Wuckel    | Magdeburgo        |
| 10  |        |  | Ulf Kirsten      | Dinamo Dresda     |
| 10  |        |  | Matthias Sammer  | Dinamo Dresda     |
| 10  | 1      |  | Petrik Sander    | Energie Cottbus   |
| 9   | 1      |  | Lutz Schülbe     | Hallescher        |
| 8   |        |  | Thomas Doll      | FC Berlino        |
| 8   |        |  | Rainer Jarohs    | Hansa Rostock     |
| 8   |        |  | Frank Jeske      | Stahl Brandeburgo |